# چاینا نتکام
چاینا نتکام (انگلیسی: China Netcom) شرکت دولتی مخابرات چینی است، که در سال ۱۹۹۹ تأسیس شد. 